# Całka Bochnera
Całka Bochnera – rozszerzenie pojęcia całki oznaczonej o funkcje przybierające wartości w przestrzeni Banacha. Wprowadzona w 1933 roku przez Salomona Bochnera.

## Definicja
Niech {\displaystyle (\Omega ,{\mathcal {A}},\mu )} będzie przestrzenią z miarą, {\displaystyle A\in {\mathcal {A}}} oraz niech {\displaystyle X} będzie przestrzenią Banacha.
- Funkcję {\displaystyle f\colon \Omega \to X} nazywamy uogólnioną funkcją prostą, gdy zbiór {\displaystyle f(\Omega )} jest przeliczalny oraz {\displaystyle f^{-1}(\{x\})\in {\mathcal {A}}} dla każdego {\displaystyle x\in X.}
- Funkcję {\displaystyle f\colon A\to X} nazywamy całkowalną w sensie Bochnera, gdy istnieje taki ciąg uogólnionych funkcji prostych {\displaystyle f_{n}\colon A\to X,\,n\in \mathbb {N} ,} że

1. {\displaystyle \lim _{n\to \infty }f_{n}(\omega )=f(\omega )} dla {\displaystyle \mu }-p.w. {\displaystyle \omega \in A,}
2. {\displaystyle \int \limits _{A}\|f_{n}(\omega )\|\mu (d\omega )<\infty ,\,n\in \mathbb {N} ,}
3. {\displaystyle \lim _{n\to \infty }\int \limits _{A}\|f_{n}(\omega )-f(\omega )\|\mu (d\omega )=0.}

Jeżeli {\displaystyle f\colon A\to X} jest całkowalna w sensie Bochnera, to punkt
{\displaystyle \int \limits _{A}fd\mu \in X}
określony wzorem
{\displaystyle \int \limits _{A}fd\mu =\lim _{n\to \infty }\int \limits _{A}f_{n}d\mu ,}
gdzie {\displaystyle f_{n}\colon A\to X,\,n\in \mathbb {N} } jest dowolnym ciągiem uogólnionych funkcji prostych o własnościach 2. i 3., nazywamy całką Bochnera funkcji {\displaystyle f} względem miary {\displaystyle \mu .}

## Charakteryzacja klasy funkcji całkowalnych w sensie Bochnera
Niech {\displaystyle f\colon A\to X.} Każde z następujących zdań jest równoważne:
- {\displaystyle f} jest całkowalna w sensie Bochnera.
- {\displaystyle f} jest {\displaystyle \mu }-mierzalna i spełniony jest warunek 1.
- Istnieje ciąg {\displaystyle f_{n}\colon A\to X,\,n\in \mathbb {N} } {\displaystyle {\mathcal {A}}}-mierzalnych uogólnionych funkcji prostych i taki podzbiór {\displaystyle {\mathcal {A}}}-mierzalny {\displaystyle N\subseteq A,} że {\displaystyle \mu (N)=0} oraz ciąg {\displaystyle f_{n}|_{A\setminus N},n\in \mathbb {N} } jest jednostajnie zbieżny do funkcji {\displaystyle f|_{A\setminus N}} i spełnione są warunki 2. i 3.

## Własności
Wiele właściwości całki Lebesgue występuje również dla całki Bochnera. Przykładem jest kryterium całkowalności w sensie Bochnera, które mówi, że jeśli {\displaystyle \mu } jest miarą skończoną, to funkcja {\displaystyle f\colon \Omega \to X} jest całkowalna w sensie Bochnera wtedy i tylko wtedy, gdy
{\displaystyle \int \limits _{\Omega }\|f(\omega )\|\mu (d\omega )<\infty .}
Jeżeli funkcja {\displaystyle f\colon \Omega \to X} jest całkowalna w sensie Bochnera, to jest całkowalna w sensie Pettisa i obie całki są równe.